# Rhodotorula babjevae
Espèce
Rhodotorula babjevae est une espèce de levures basidiomycètes pigmentées unicellulaires de la famille des Sporidiobolaceae.

## Description
Cette espèce de champignon a d'abord été décrite par Wladyslaw Golubev en 1993. Lors de sa description, l'espèce est caractérisée comme une levure formant des téliospores non balistosporogènes à pigment rouge. Cette espèce est capable d'hydrolyser l'urée et de croître lentement sur milieu sans vitamine ou sur milieu d'extrait de levure avec 50 % de glucose. L'ubiquinone majoritaire est la quinone Q-10.
C'est un champignon hétérothallique dont les hyphes sont avec des septa nodulaires mais cela dépend de la copulation de ces levures. Les télospores terminales sont singulières et presque sphériques de largeur 6,0 à 12,8 µm et longueur de 7,6 à 13,6 µm et granulées. Les métabasides sont unicellulaires ou bicellulaires. Les basidiospores sont ovoïdes, sessiles et formées de manière terminale dans les métabasides.

## Taxonomie
Le nom correct complet (avec auteur) de ce taxon est Rhodotorula babjevae (Golubev) Q.M.Wang, F.Y.Bai, M.Groenew. & Boekhout.
L'espèce a été initialement classée dans le genre Rhodosporidium sous le basionyme Rhodosporidium babjevae Golubev. Sa souche type est la souche VKM Y-2275 reçu comme Rhodosporidium diobovatum et isolée dans la région de Moscou sur une plante herbacée. La plus ancienne souche isolée et présentée lors de cette description sous le numéro VKM Y-1310, avait été isolée en Ukraine dans la région de Kiev en 1961. L'allotype est la souche VKM Y-2276.

### Étymologie
L'étymologie de cette espèce de levure est la suivante : babjevae, Lat. gen. n. de Babjeva; nommé d'après le Dr. I. P. Babjeva qui a le premier observéla morphologie de cette espèce et pour ses contributions à l'étude des levures dans les domaines deleurs écologie et taxonomie.

### Synonymes
Rhodotorula babjevae a pour synonymes :
- Rhodosporidium babjevae Golubev
- Rhodotorula terrea Sugiy. & Goto